# Musculus styloglossus
De musculus styloglossus of stijl-tongspier is een van de tongspieren.
Hij ontspringt aan de processus styloides van het os temporale. De spiervezels lopen uiteen in de zijwand van de tong.
Deze spier trekt de tongpunt terug en tilt de tong craniaal- en dorsaalwaarts.
De musculus styloglossus wordt geïnnerveerd door de twaalfde hersenzenuw, de nervus hypoglossus.